# マーク・リッパート
マーク・ウィリアム・リッパート（Mark William Lippert、1973年2月28日 - ）は、アメリカ合衆国の政治家。学位はMaster of Arts（スタンフォード大学）。前大韓民国駐箚アメリカ合衆国特命全権大使。
国防総省次官補（アジア・太平洋担当）、国防総省長官首席補佐官などを歴任した。

## 略歴
アメリカ合衆国大統領のバラク・オバマの側近として知られる。オバマが上院議員の頃から、外交政策のアドバイザーを務めていた。大統領選挙においてもオバマを支えたことから、この縁でオバマ政権が発足すると要職を歴任した。国家安全保障会議で首席補佐官を務めたのち、国防総省で次官補（アジア・太平洋担当）や長官首席補佐官などを務めた。さらに、大韓民国駐箚アメリカ合衆国特命全権大使に起用された。

## 来歴

### 生い立ち
1973年、オハイオ州シンシナティ市にて生まれた。スタンフォード大学に進学すると政治学の学士号を取得し、さらに国際政策学の修士号も取得した。それに際して、ファイ・ベータ・カッパの一員にも選ばれている。また、北京大学においては、中国語の方言の一つである官話を習得した。リッパートは自分に李模楷（リー・モッカイ）という中国語名前を付けたこともある。

### 政界にて

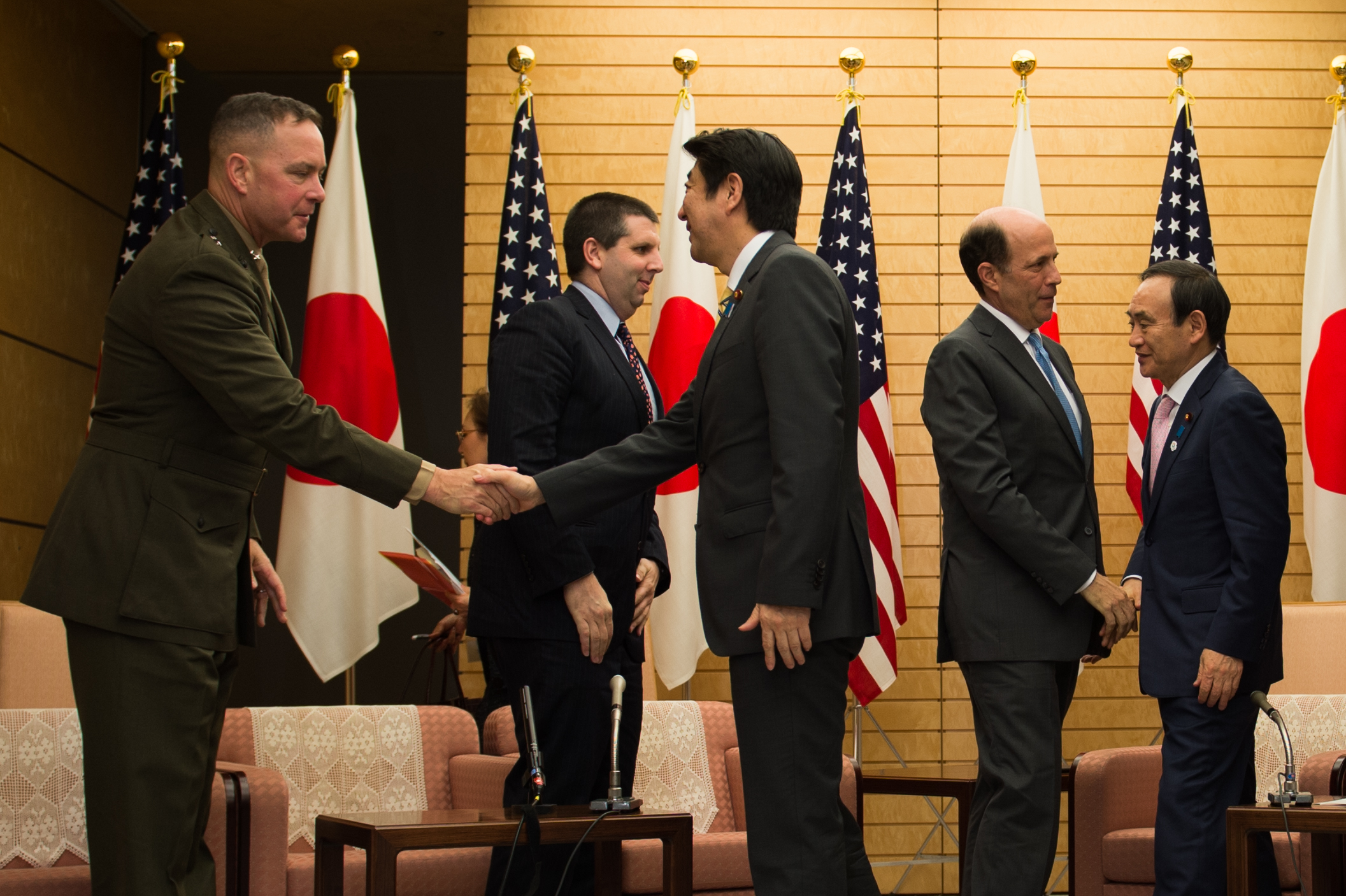
2013年4月5日、総理大臣官邸にて在日米軍副司令官アンドリュー・オドネル（前列左）、内閣総理大臣安倍晋三（前列右）、日本駐箚アメリカ合衆国特命全権大使ジョン・ルース（後列中央）、内閣官房長官菅義偉（後列右）と

1999年から2000年にかけて、民主党上院院内総務である上院議員のトム・ダシュルや、民主党上院政策委員会に対して、当時まだ20代半ばという若年ながら外交防衛政策のアドバイザーとして助言を行った。2000年から2005年にかけては、上院に設置された歳出委員会の国務外交関連計画小委員会にて専門スタッフとして勤務し、上院議員のパトリック・リーヒに対し助言を行った。2005年から2008年にかけては、上院議員のバラク・オバマの外交政策のアドバイザーとして働き、上院外交委員会におけるオバマの活動を支援した。
2008年の大統領選挙においても、外交政策のアドバイザーとしてオバマを支えた。オバマが当選を果たすと、ブッシュ政権からの円滑な政権移行を目指す「政権移行委員会」に参画し、主として外交政策を担当した。ただ、海軍予備役であったことから、2007年から2008年にかけてイラク戦争に従軍することになり、一時的にオバマ陣営を離れざるを得ない状況となった。その間、リッパートが担当していた職務は、デニス・マクドノーらが代わって担当した。イラク戦争においては、海軍特殊作戦部隊にて情報将校として活動した。この功績により、青銅星章を授与されている。
オバマ政権発足後は、国家安全保障会議の首席補佐官に就任した。2011年10月には、国防総省の次官補（アジア・太平洋担当）に指名された。しかし、上院からの承認がなかなか得られず、翌年4月に正式就任した。在任中は、普天間基地移設問題や日本へのV-22配備といった協議に参画した。2013年に次官補（アジア・太平洋担当）を退任して長官首席補佐官となり、長官のチャック・ヘーゲルを支えた。2014年、オバマにより大韓民国駐箚アメリカ合衆国特命全権大使に指名され、ソウル特別市の在大韓民国アメリカ合衆国大使館に駐在することになった。2017年1月、トランプ大統領就任に伴い、特命全権大使を解任、韓国を離れてアメリカに帰国。その際感極まり涙した。

### 民間における活動
2022年3月、サムスン電子北アメリカ法人の副社長に就任。アメリカ政府と議会、業界などを対象にした業務（ロビー活動）を担当。

## リッパート駐韓大使襲撃事件
2015年3月5日、ソウル特別市での講演会において、韓国人の男に切り付けられて右頬などに重傷を負い、約80針を縫合する手術を受けた。犯人の金基宗（キム・ギジョン、ko:김기종）は、2010年に重家俊範駐韓日本大使に投石し、同席の一等書記官を負傷させた男と同一人物。重家日本大使への投石事件では、執行猶予となり収監されなかったばかりか、犯人が代表を務める反日団体に対し、韓国政府から支援がなされていた。

## 人物

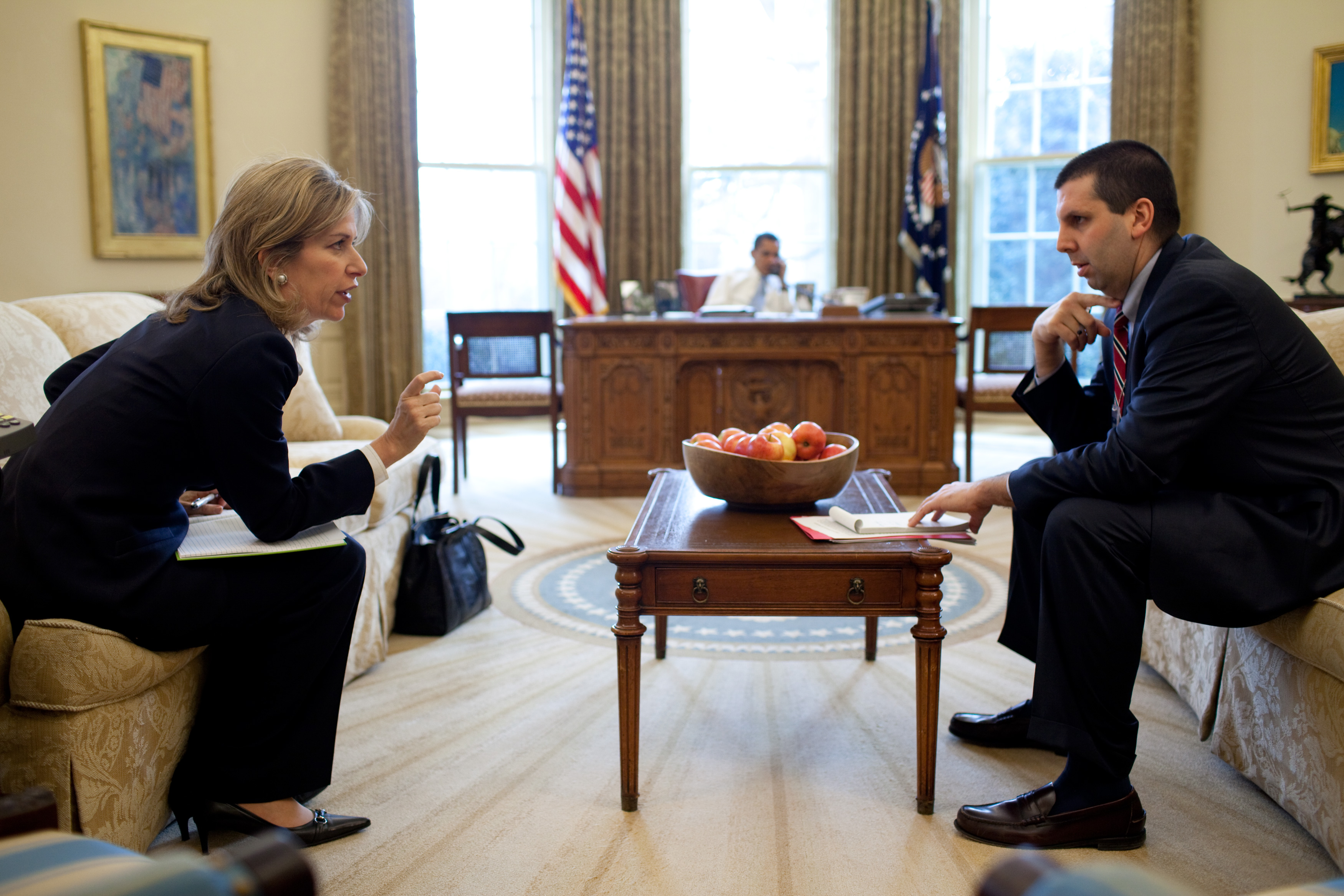
2009年4月27日、ホワイトハウスにて国家安全保障会議上級部長（欧州問題担当）エリザベス・シャーウッド・ランダル（手前左）、大統領バラク・オバマ（奥）と

大使起用の影響
アメリカ合衆国では、従来から大韓民国には職業外交官出身の大使を派遣していた。一方、隣国の日本には、副大統領や連邦議会議員を経験した政治家など重量級の大使を派遣していた。そのため、大韓民国当局は、アメリカ合衆国に対して重量級の大使を派遣するよう懇願していた。2013年にジョン・F・ケネディの長女である弁護士のキャロライン・ケネディが日本に大使として派遣された際にも、大韓民国からは羨む意見が挙がったとされる。そのような経緯もあり、リッパートが大使に起用されると、大韓民国の国内では歓迎の雰囲気があったという。
語学
語学に堪能である。北京大学に学んだ経験を持ち、中国語の方言である官話を話すことができる。大韓民国に赴任して以降、ハングルを使用してツイートを行なうこともある。
親韓派
2015年1月に生まれた長男に韓国式のミドルネームを付けるなどしており、韓国国民からも親韓派と見なされていた。韓国プロ野球の斗山ベアーズのファンで、韓国在任時にはユニフォームを着て野球場で観戦していた。
愛犬家
犬をペットとして飼育しており、愛犬家として知られている。大韓民国駐箚アメリカ合衆国大使に指名された際にも、国務省での宣誓式にて自身のペットに言及し大切な家族の一員であると表現している と表現している。ただ、大韓民国に赴任する際にペットを連れて行こうとしたところ、アメリカン航空の方針上、機内に犬を載せることができず搭乗を断念した。そのため、やむなく大韓民国への到着日を一日遅らせることにし、翌日に大韓航空機に乗って赴任した。なお、大韓民国に到着した際にも、自身のペットに友人ができることを希望すると発言している。

## 略歴

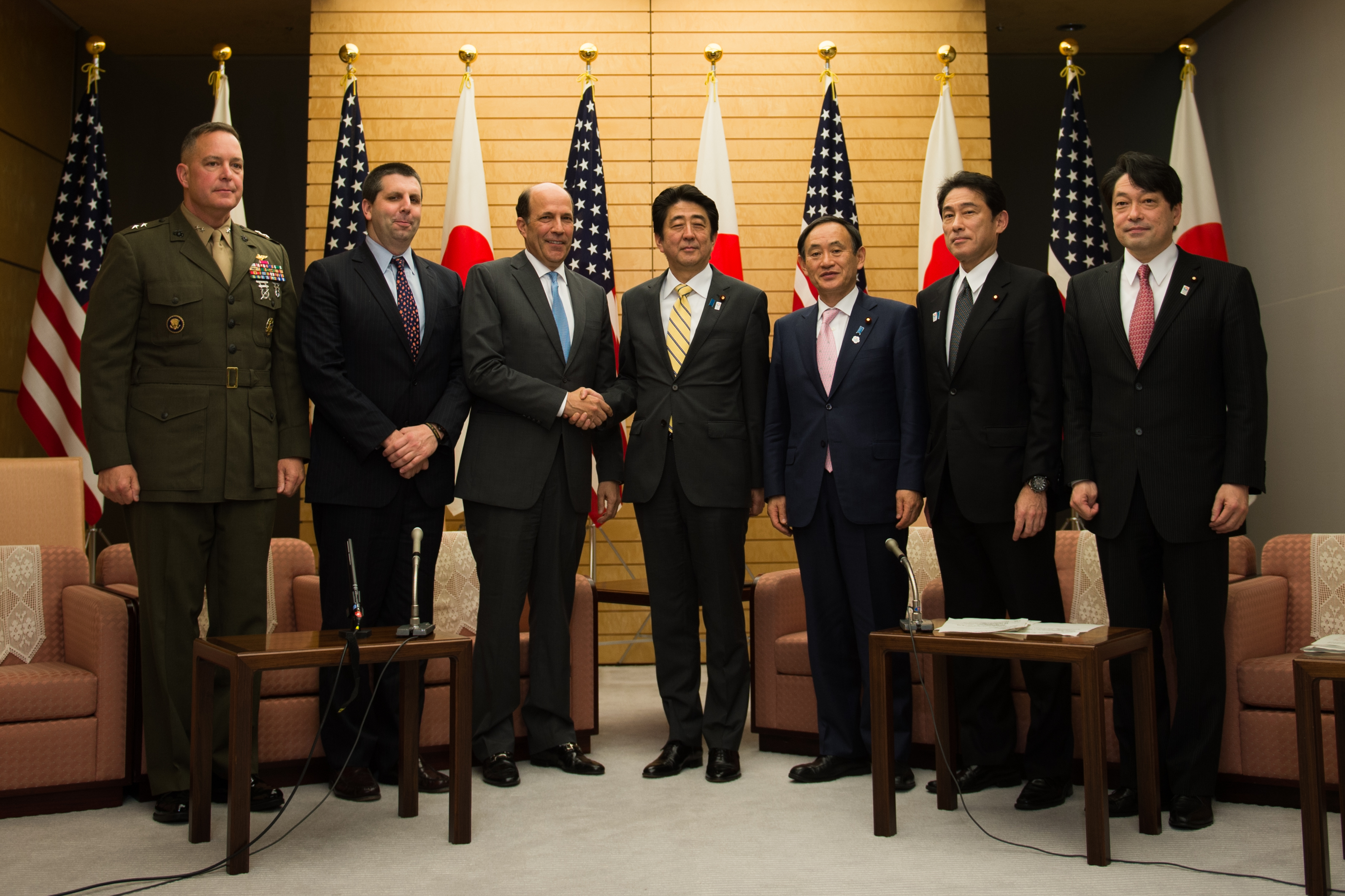
2013年4月5日、総理大臣官邸にて在日米軍副司令官アンドリュー・オドネル（左から1人目）、日本駐箚アメリカ合衆国特命全権大使ジョン・ルース（左から3人目）、内閣総理大臣安倍晋三（中央）、内閣官房長官菅義偉（右から3人目）、外務大臣岸田文雄（右から2人目）、防衛大臣小野寺五典（右から1人目）と

- 1973年 - オハイオ州シンシナティ市にて誕生。
- 1999年 - 元老院議員外交防衛政策アドバイザー。
- 1999年 - 民主党上院政策委員会外交防衛政策アドバイザー。
- 2000年 - 元老院歳出委員会国務外交関連計画小委員会専門スタッフ。
- 2005年 - 元老院議員外交政策アドバイザー。
- 2007年 - 海軍特殊作戦部隊情報将校。
- 2009年 - 国家安全保障会議首席補佐官。
- 2012年 - 国防総省次官補（アジア・太平洋担当）。
- 2013年 - 国防総省長官首席補佐官。
- 2014年 - 大韓民国駐箚アメリカ合衆国特命全権大使。
- 2017年 - ボーイング社外国政府業務担当副社長。

## 栄典
- 青銅星章。

## 関連人物
- バラク・オバマ
- トム・ダシュル
- チャック・ヘーゲル
- デニス・マクドノー
- パトリック・リーヒ